# Ge Xin’ai
Ge Xin’ai (chiń. 葛新爱; ur. 1953) – chińska tenisistka stołowa, pięciokrotna mistrzyni świata. 
Dziewięciokrotnie zdobywała medale mistrzostw świata. Życiowy sukces odniosła w 1979 roku w Pjongjangu zostając trzykrotną mistrzynią świata (indywidualnie, drużynowo i w mikście).